# Gunnera

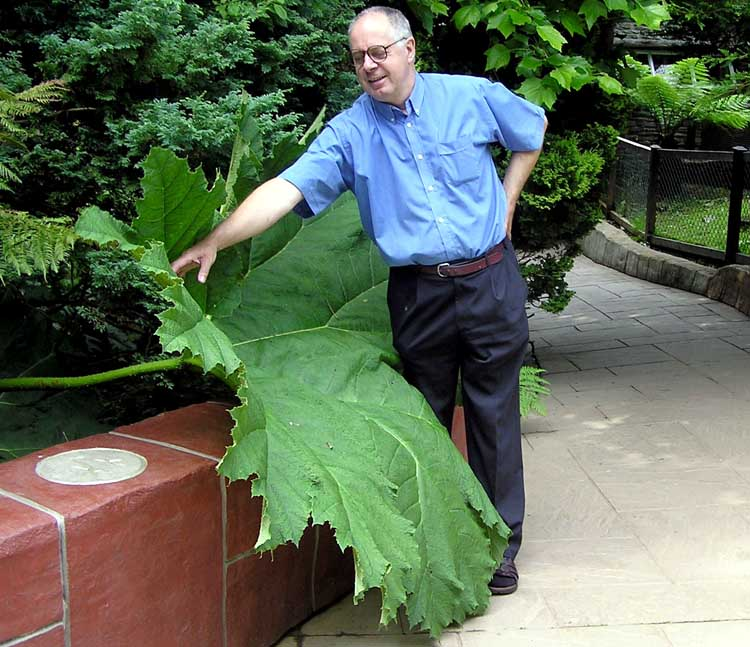
Gunnera manicata (Devon, Inglaterra).

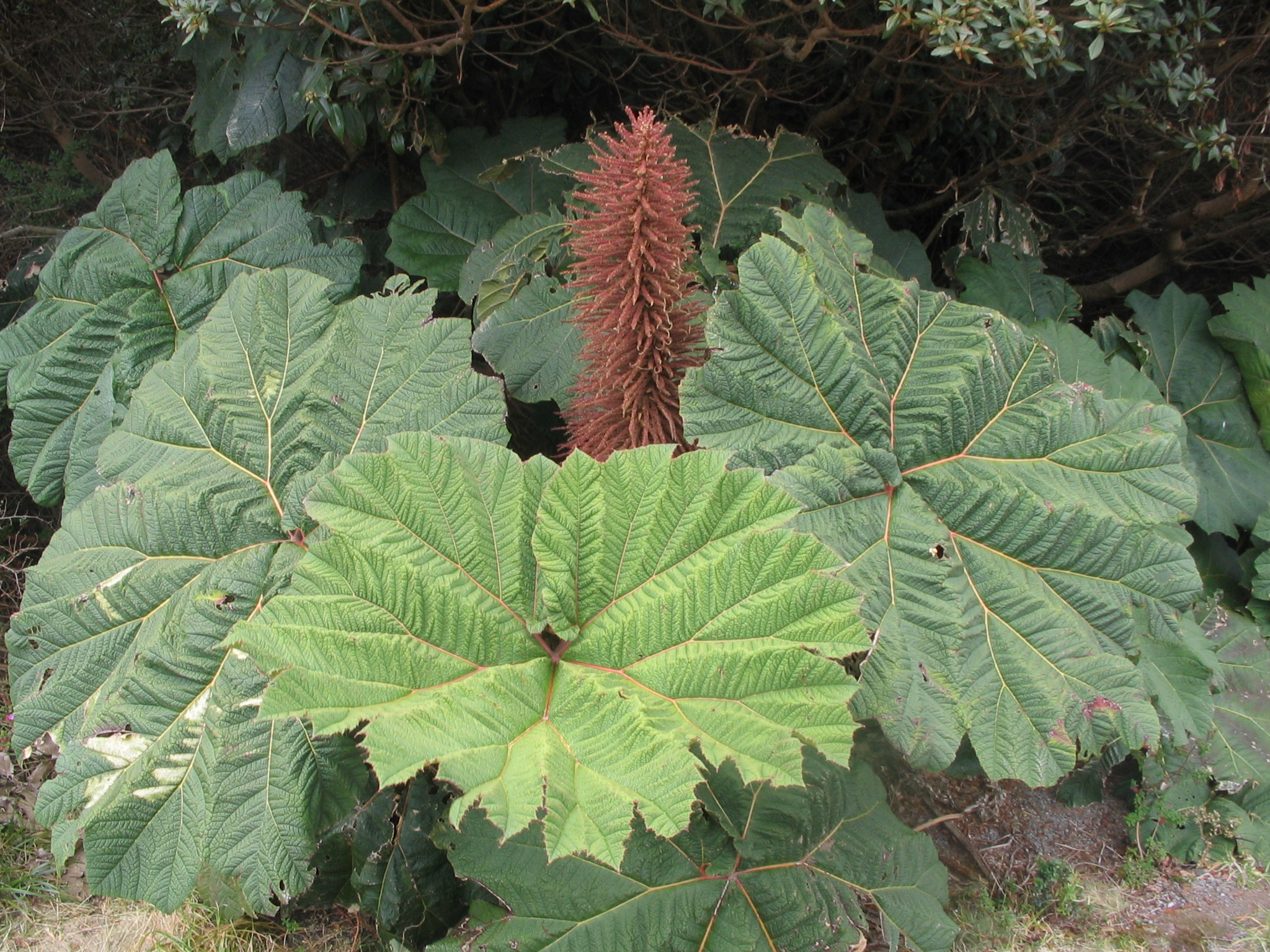
Gunnera insignis (Costa Rica).

Gunnera é um género de plantas herbáceas eudicotiledóneas, que constitui o único membro da família monotípica Gunneraceae, caracterizada pelo gigantismo das suas folhas. O género tem distribuição natural na América do Sul, Austrália, Nova Zelândia, Papuásia, Hawaii, ilhas do Sueste Asiático, África e Madagáscar.
As espécies deste género vivem em simbiose com Nostoc punctiforme, uma espécie de cianobactérias, a qual fixa azoto e recebe da planta compostos orgânicos. Os caules de alguns cultivares sul-americanos são comestíveis e usados crus.

## Descrição
O género Gunnera inclui 40–50 espécies herbáceas, vivazes, caracterizadas, embora haja excepções, pelas suas enormes folhas e pecíolos robustos. A flores são pequenas e pouco conspícuas, agrupadas em inflorescências espiciformes erectas.
A espécie Gunnera manicata, nativa das montanhas da Serra do Mar, no sueste do Brasil, é talvez a maior das espécies deste género, com folhas que tipicamente têm 1,5 a 2,0 m de comprimento, não incluindo o pecíolo espesso e suculento que pode atingir os 2,5 m de comprimento. A largura das folhas desta espécie é em geral próxima dos 2,5 m, mas em duas ocasiões espécimes cultivados (Berkeshire, Inglaterra, em 2011 e em Narrowwater, Ulster, Irlanda em 1903) produziram folhas com 3,3 m de largura, o que faz destas folhas provavelmente as maiores folhas de eudicotiledóneas que se conhecem. As sementes germinam melhor em solo muito húmido, mas não encharcado, com temperaturas de 22–29 °C.
Apenas ligeiramente mais pequena é a espécie G. masafuerae, nativa das ilhas Juan Fernández, no leste do Pacífico Sul. A espécie apresenta folhas com até 2,9 m de largura em robustos pecíolos com 1,5 m de comprimento e 11 cm de espessura. Na ilha Alejandro Selkirk (Más Afuera), na mesma região do Pacífico, a espécie G. peltata apresenta frequentemente um tronco com mais de 5,5 m de altura e 25–30 cm de espessura, com folhas com até 2 m de largura.
A espécie G. magnifica, dos Andes da Colômbia, apresenta os maiores gomos foliares que se conhecem, com até 60 cm de comprimento e 40 cm de espessura. Os pecíolos suculentos desta espécie podem atingir os 2,7 m de comprimento e as suas grandes inflorescências de pequenas flores avermelhadas podem crescer até aos 2,3 m de comprimento e pesar cerca de 13 kg.
Outras espécies gigantes de Gunnera podem ser encontradas na Região Neotropical e no Hawaii.
Apesar do gigantismo da maioria das espécies, existem várias espécies de pequenas dimensões, nomeadamente as com distribuição natural na Nova Zelândia, onde G. albocarpa tem folhas com 1–2 cm de comprimento, e na América do Sul temperada, onde G. magellanica tem folhas com 5–9 cm de largura em pecíolos com 8–15 cm de comprimento.
O nome genérico é uma homenagem ao botânico norueguês Johann Ernst Gunnerus.

## Simbiose com cianobactérias
Na natureza, todas as plantas do género Gunnera formam relações de simbiose com cianobactérias fixadoras de azoto, que se acredita pertencerem exclusivamente à espécie Nostoc punctiforme. As bactérias entram a planta via glandes localizadas na base de cada pecíolo foliar e inicia uma simbiose intracelular que fornece à planta azoto fixado, recebendo em troca carbono fixado. Esta interacção intracelular parece ser única entre as plantas com flor e pode fornecer pistas sobre a criação de novas simbioses entre plantas cultivadas e cianobactérias, melhorando a sua cultura em áreas com solos pobres em azoto.

## Usos
Os pecíolos de G. tinctoria (conhecidos localmente como nalcas), são utilizados como alimento no sul do Chile e na Argentina. O principal uso é para consumo em cru, mas pode ser preparado em saladas, licores ou marmelada. A folhas desta espécie são usada para cobrir o curanto, um prato tradicional chileno.
A espécie Gunnera perpensa é utilizada em medicina tradicional na África do Sul.[carece de fontes?]

## Espécies
O género Gunnera inclui as seguintes espécies:
1. Gunnera aequatoriensis - Equador
2. Gunnera albocarpa - Nova Zelândia
3. Gunnera annae - Peru, Bolívia
4. Gunnera antioquensis - Colômbia
5. Gunnera apiculata - Bolívia, Argentina
6. Gunnera arenaria - Nova Zelândia
7. Gunnera atropurpurea - Colômbia, Equador
8. Gunnera berteroi - Bolívia, Argentina, Chile
9. Gunnera bogotana  - Colômbia
10. Gunnera bolivari - Peru, Equador
11. Gunnera bracteata - ilha Robinson Crusoe
12. Gunnera brephogea - Colômbia, Equador, Peru
13. Gunnera caucana - Colômbia
14. Gunnera colombiana - Colômbia, Equador
15. Gunnera cordifolia - Tasmânia
16. Gunnera cuatrecasasii - Colômbia
17. Gunnera densiflora - Nova Zelândia
18. Gunnera dentata - Nova Zelândia
19. Gunnera diazii - Colômbia
20. Gunnera flavida - Nova Zelândia
21. Gunnera garciae-barrigae - Colômbia
22. Gunnera hamiltonii - Nova Zelândia
23. Gunnera hernandezii - Colômbia
24. Gunnera herteri - Uruguai, sul do Brasil
25. Gunnera insignis  - Panamá, Nicarágua, Costa Rica
26. Gunnera kauaiensis - Kauai (Hawaii)
27. Gunnera killipiana  - Chiapas, Guatemala, Honduras
28. Gunnera lobata - Tierra del Fuego
29. Gunnera lozanoi - Colômbia
30. Gunnera macrophylla - Papuásia, Indonésia, Filipinas
31. Gunnera magellanica - sudoeste da América do Sul, ilhas Falkland
32. Gunnera magnifica - Colômbia
33. Gunnera manicata - sul do Brasil
34. Gunnera margaretae - Peru, Bolívia
35. Gunnera masafuerae - ilha Alejandro Selkirk (Más Afuera)
36. Gunnera mexicana - Veracruz, Chiapas
37. Gunnera mixta - Nova Zelândia
38. Gunnera monoica - Nova Zelândia, ilhas Chatham
39. Gunnera morae - Colômbia
40. Gunnera peltata - ilha Robinson Crusoe
41. Gunnera perpensa - África, Madagáscar
42. Gunnera peruviana  - Equador, Peru
43. Gunnera petaloidea - Hawaii
44. Gunnera pilosa - Peru, Bolívia, Equador
45. Gunnera pittieriana  - Venezuela
46. Gunnera prorepens- Nova Zelândia
47. Gunnera quitoensis - Equador
48. Gunnera reniformis -  Nova Guiné
49. Gunnera saint-johnii - Colômbia
50. Gunnera sanctae-marthae - Colômbia
51. Gunnera schindleri - Bolivia, Argentina
52. Gunnera schultesii - Colômbia
53. Gunnera silvioana - Equador, Colômbia
54. Gunnera steyermarkii - Venezuela
55. Gunnera strigosa- Nova Zelândia
56. Gunnera tacueyana - Colômbia
57. Gunnera tajumbina - Equador, Colômbia
58. Gunnera talamancana - Costa Rica, Panamá
59. Gunnera tamanensis - Colômbia
60. Gunnera tayrona - Colômbia
61. Gunnera tinctoria - Chile, Argentina
62. Gunnera venezolana - Venezuela